# Estadio Jorge Luis García Carneiro
El Estadio Jorge Luis García Carneiro (también llamado alternativamente Estadio Forum de La Guaira) es un estadio de béisbol de propiedad pública en el sector de Pavero de la parroquia Macuto, en el municipio Vargas, estado La Guaira, al centro-norte de Venezuela, cuya administración y gestión depende del gobierno regional de La Guaira. Actualmente sirve como sede de los Tiburones de la Guaira durante la Liga Venezolana de Béisbol Profesional (LVBP).

## Historia

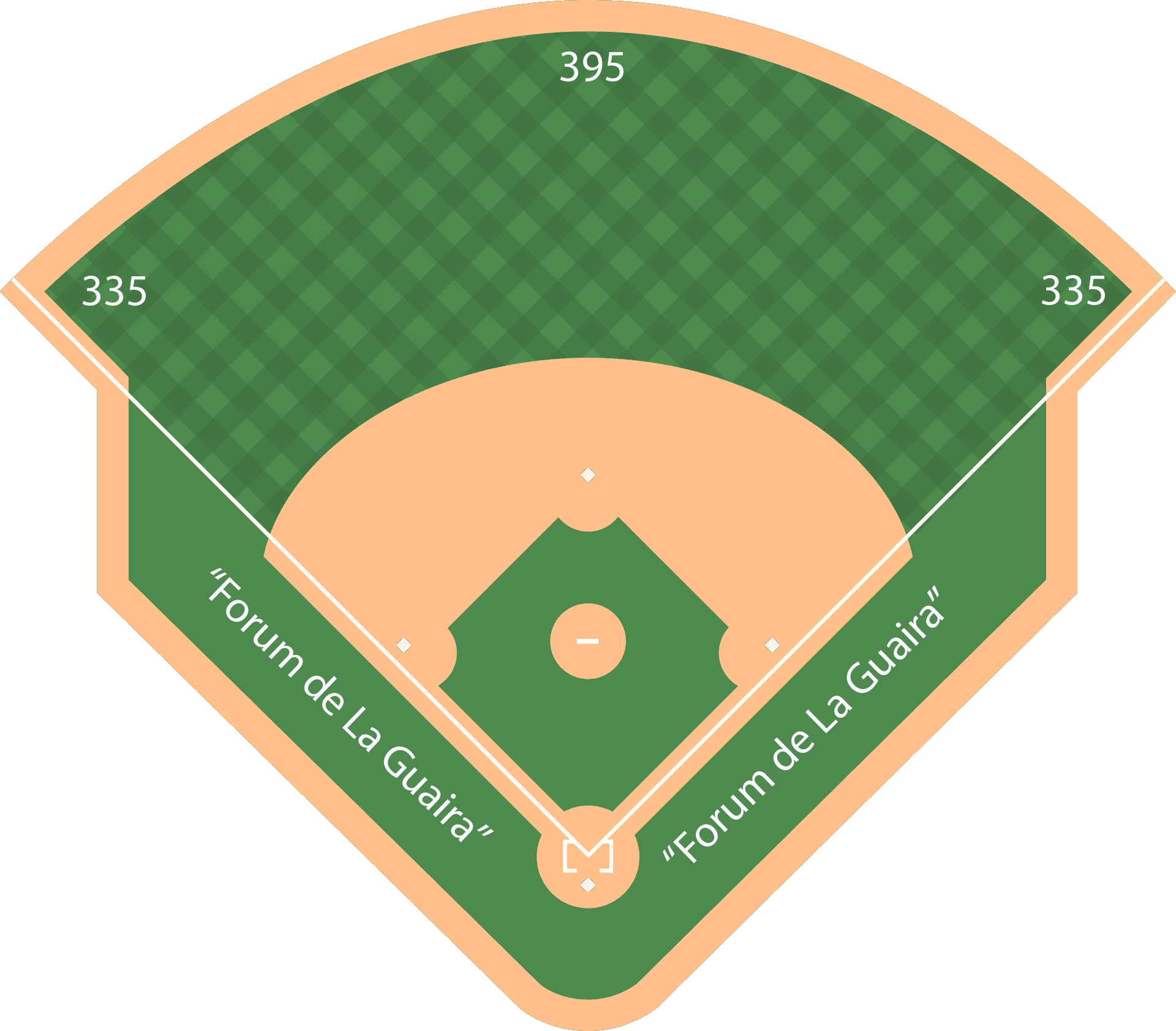
Dimensiones del Estadio Jorge Luis García Carneiro.

La construcción del estadio, que originalmente iba a llevar el nombre del beisbolista Carlos «Café» Martínez, se inició durante el primer trimestre de 2013 a cargo de Fondo Global de Construcción FGDC, BRC Gerencia Técnica, e Infravargas. Las obras de este recinto deportivo, que funciona como una de las sedes del equipo Tiburones de La Guaira, presentaba un avance del 20% de ejecución en su segunda etapa para 2015. El presidente de Infravargas, José Manuel Suárez, afirmó que una vez se culminara la segunda fase, se procedería a trabajar en la iluminación, las áreas vip y los salones para los medios de comunicación. Luego de varios retrasos e imprevistos, su construcción continuó entre 2016 y 2019, esta vez a cargo de la empresa SMG Group, teniéndose como nueva fecha de inauguración el 15 de diciembre de 2019, pero se retrasó un par de semanas hasta el 5 de enero de 2020 cuando finalmente fue inaugurado formalmente por el Presidente de Venezuela, Nicolás Maduro.
En un inicio no hubo acuerdo entre el gobierno del estado y los dueños de los Tiburones de La Guaira para disputar los partidos en el estadio. En noviembre de 2020, representantes de la MLB inspeccionaron el estadio. Finalmente el primer juego profesional disputado en el estadio se realizó el 29 de noviembre de 2020 entre los Tiburones de La Guaira y los Tigres de Aragua, en el cual, los guaireños salieron victoriosos por 9 carreras a 1. 
El primer jonrón histórico en el estadio fue conectado por el receptor Alexander Álvarez, de los Tiburones de La Guaira, al lanzador dominicano Wander Beras, de los Tigres de Aragua. Durante 2020, se realizaron otros partidos de Liga Venezolana de Béisbol Profesional incluyendo partidos que no involucraban a los Tiburones de La Guaira.
En enero de 2022, el estadio pasa a llamarse «Estadio Jorge Luis García Carneiro» en memoria del entonces gobernador del estado La Guaira, Jorge Luis García Carneiro, quien falleció el 22 de mayo de 2021. En julio de 2022, el gobierno regional anunció que el recinto fue visitado por miembros de la Confederación de Béisbol del Caribe y el estadio fue aprobado como una de las 2 sedes de la Serie del Caribe 2023. Se aprobó realizar mejoras en el estadio y sus zonas aledañas, incluyendo aspectos como el control del acceso (torniquetes), nuevas taquillas, sistema de batería para los baños, un nuevo palco para la prensa y sala de conferencias restaurantes y áreas para familiares de los jugadores. A largo plazo además se proyecta un centro comercial que incluiría un casino.
Anteriormente, el estadio funcionaba como sede prestada de los Bravos de Margarita, dadas las dificultades logísticas de traslado hacia la Isla de Margarita.
Es una de las sedes de la Liga Venezolana de Béisbol Profesional. Tuvo un costo de 270 millones de bolívares y una capacidad para 14 300 espectadores.

El complejo tiene estacionamientos para 3  500 vehículos, e incluye un centro comercial, hotel, Feria de comida, terraza vip con jacuzzis y un casino.

## Dimensiones
Las dimensiones del «Estadio Jorge Luis García Carneiro» son:
- Jardín Izquierdo: 335 ft / 102 m
- Jardín Central: 395 ft / 120 m
- Jardín Derecho: 335 ft / 102 m